# Duncannon Fort
Duncannon Fort (irisch Dún Canann) ist ein Sternfort in Duncannon auf einer Halbinsel im östlichen Teil des Hafens von Waterford im irischen County Wexford. Von dort aus sind die Three Sisters, der River Barrow, der River Nore und der River Suir, erreichbar. Duncannon Fort gilt als National Monument.

## Geschichte
Bereits im 12. Jahrhundert errichteten die Normannen an dieser Stelle ein Fort; es soll sogar ein noch früheres Fort aus Erdwerken von den Gälen dort gestanden haben. Das heutige Sternfort ließ Königin Elisabeth I. in den Jahren 1587–1588 zur Verteidigung von Waterford gegen eine befürchtete Invasion der Spanischen Armada errichten.
Duncannon Fort war im Zuge der irischen Konföderationskriege in Kämpfe verwickelt. Unter dem royalistischen Befehlshaber Laurence Esmonde, 1. Baron Esmonde, wurde es von irischen Konföderierten unter dem Befehl von Thomas Preston, 1. Viscount Tara, von Januar bis März 1645 belagert und schließlich eingenommen. Dabei wurden erstmals in Irland Mörser eingesetzt. Oliver Cromwell schaffte es 1649 nicht, Duncannon Fort zurückzuerobern, aber die Royalisten gaben es 1650 nach einer Blockade durch Henry Ireton auf.
1690 waren zwei Könige auf dem Fort zu Gast: König Jakob II. von England und Jakob VII. von Schottland segelte am 3. Juli von Duncannon nach Kinsale und dann weiter nach Frankreich; König Wilhelm III. hielt sich im September dort auf, als schlechtes Wetter seine Rückreise nach England verzögerte. Die Stelle, an der König Jakobs Schiff ablegte, trägt den Namen “King James’ Hole”.
Ein Leuchtturm wurde 1774 errichtet; er ist heute noch in Gebrauch.
Die Festung in Duncannon war unter dem Kommando von William Fawcett einer der wenigen Orte im County Wexford, die während der Rebellion 1798 nicht von den United Irishmen eingenommen wurden. So wurden Fort und Stadt ein Rückzugsort für fliehende Loyalisten und Truppen im Süden des County Wexford, der auch als Gefängnis und Hinrichtungsort für Rebellen diente. Dadurch wurden sie als Hinrichtungsplatz von „Croppy Boy“ berüchtigt, der in dem Lied „The Croppy Boy“ erwähnt wird.
Duncannon Fort diente weiterhin als Festung für die British Army und wurde 1922 an die Irish National Army übergeben, nur um im selben Jahr im irischen Bürgerkrieg niederzubrennen. Gelegentlich nutzte es die Army Reserve Ireland (FCÁ) danach noch als Sommerlager, 1993 wurde es an die Grafschaftsverwaltung Wexford übergeben, die es später als Museum eröffnete.

## Beschreibung

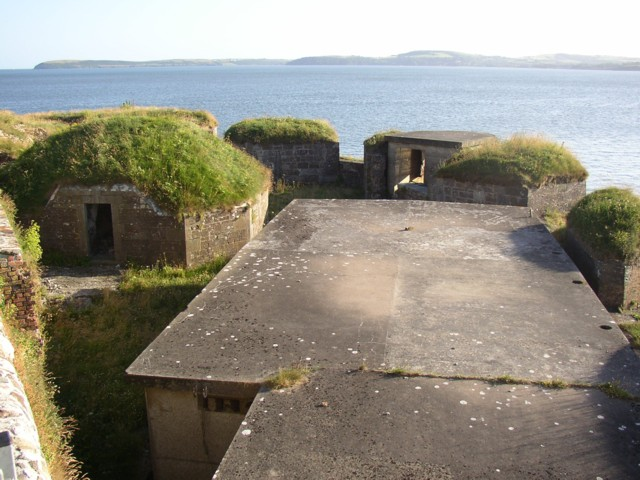
Untere Batterie

Duncannon Fort ist ein Sternfort. Entlang seinen Flanken waren Kanonen installiert, die flussaufwärts und flussabwärts ausgerichtet waren. An der Westseite befanden sich Batterien, die das gesamte Inlet bestreichen konnten.
Die landseitigen Verteidigungsanlagen bestanden aus einer einfachen Bastion, die aus der Mitte der Fassade hervorsprang, einem tiefen Graben und einer mittelalterlichen Mauer. Primitive Kaponnieren sprangen in den Graben vor und jede der Contrescarpegallerien besaß ein Ausfalltor, sodass die Garnison den Graben betreten konnte, ohne gesehen zu werden.
Ein nahegelegener Hügel, Windmill Hill, wäre ein perfekter Ort gewesen, um das Fort zu beschießen. Die Engländer erkannten dies und erhöhten 1606 die östliche Mauer, um das zu verhindern.